# 상벤투역
상벤투역(포르투갈어: Estação Ferroviária de Porto-São Bento)은 포르투갈의 포르투에 위치한 역이며, 미뉴 선의 시발점이다. 시내 외곽에 위치해 장거리 열차가 운행하는 캄파냥 역과 달리 인근 지역으로 운행하는 단거리 열차들의 종착역이다.
역사 내부가 포르투갈의 역사적 사건을 묘사한 2만개의 아줄레주 타일로 화려하게 장식된 것으로 유명하다.